# Archidamia
Archidamia (grec moderne : Ἀρχιδαμία) (340 - 241 av. J.-C.) est une reine de Sparte, femme d'Eudamidas Ier, mère d'Archidamos IV et Agesistrata, grand-mère d'Eudamidas II et d'Agis IV. Elle est une femme célèbre de l'histoire grecque ancienne en raison de son rôle de résistante auprès des femmes.

Représentation du siège de Sparte par Pyrrhos

## Biographie

### Portrait et liens familiaux
Archidamia est née dans une famille riche aux alentours de 340 avant J.C et fut l’épouse du roi Eurypontide de Sparte, Eudamidas Ier (331 - 305 av. J.-C.). Effectivement depuis la réforme au VIIe siècle av. J.-C. de Lycurgue la cité grecque du Péloponnèse, Sparte se retrouve gouverné par deux rois représentant à la fois la famille des Agiades et celle des Eurypontides. Cette union aura pour effet la naissance de deux enfants, le futur Archidamos IV et Agesistrata.
Lors de la mort d’Eudamidas Ier en 300 avant J.C., son fils lui succède pour un règne qui sera marqué par des campagnes militaires où justement en 275 avant J.C  il mourra, sans doute à la guerre mais les sources ne sont pas sûres à ce sujet. Par la suite, son fils et petit-fils d’Archidamia, Eudamidas II prend la succession. Eudamidas II épouse sa tante Agesistrata et naitra alors à la fois le petit-fils et l’arrière-petit-fils d’Archidamia, Agis IV.

### L’attaque de PyrrhosIer
L'existence d’Archidamia apparaît au travers des quelques récits datant du siège de Sparte lors des conquêtes de Pyrrhos Ier entre 273 et 272 avant J.C. Pyrrhos Ier fut roi d'Épire, de Macédoine et conquérant ambitieux. Il se retrouve notamment à la tête de nombreuses victoires et conquêtes. Mais à la suite de sa défaite face à l’Empire romain en Italie en 275 avant J.-C., il décide à la suite de problèmes d’ordre financier de se diriger vers la Macédoine, qu’il confie à son fils Ptolémée et poursuivra avec la Thessalie.
Vers 273 et 272 avant J.C, le Spartiate Cléonyme demande à Pyrrhos d’attaquer Sparte et de le placer à la tête de cette cité. Fils cadet du roi agiade Cléomène II, il fut écarté du pouvoir de succession à la mort de son père au profit de son neveu Areus II. Pyrrhos accepte l’idée de récupérer le contrôle du Péloponnèse pour lui seul. En quelques mois à peine, il arriva à traverser le Péloponnèse pour se retrouver à Sparte à la tête d’une armée de 25 000 fantassins, 2 000 cavaliers et 24 éléphants de guerre.

### Siège de Sparte
En 272 avant J.-C., Pyrrhos attaque Sparte,. Eudamidas II, petit-fils d'Archidamia, est alors roi agiade, conjointement avec Areus Ier , roi Eurypontide (309 – 265 avant J.C.), Sparte ayant deux rois exerçant conjointement des pouvoirs essentiellement militaires et religieux. Dans les prémices de ce siège la cité de Sparte est pratiquement sans défense puisque Areus Ier avait emmené ses troupes en Crète pour aider la cité de Gortyne alors en guerre face à la cité de Cnossos.
Le siège de la ville est imminent et la Gérousia, un conseil de 28 hommes âgés de plus de 60 ans, décide d'évacuer les femmes et les enfants vers la Crète, pour assurer leur sécurité. Les femmes ne sont pas d'accord face à cette décision. Cette contestation se fait grâce à une femme, Archidamia qui selon les Vies parallèles de Plutarque entre dans la gérousia, « l'épée à la main » et, au nom des femmes spartiates, conteste cette décision : « Spartiates! Je le demande, par le souvenir de votre race, êtes-vous dignes de ce nom? ». Elle termine son discours par ces mots:

« Ne demandez pas aux mères qui vous ont donné naissance,

De se retourner et fuir,

Quand Sparte est piétinée,

Ses femmes peuvent mourir et être libres »

Une fois l'affaire réglée, les Spartiates démarrent la construction d'une tranchée défensive parallèle au camp de Pyrrhos avec des charriots enterrés jusqu'au moyeu des roues pour empêcher les éléphants de passer. Archidamia dirige les femmes spartiates dans la tâche et elles creusent « de leurs propres mains un tiers de la tranchée ». Puis, durant la bataille ultérieure contre Pyrrhos, Archidamia mène les efforts des femmes qui fournissent les armes aux défenseurs et extraient les blessés du champ de bataille. Cette impressionnante tranchée défensive, les efforts fournis par les femmes et la résistance inattendue de Sparte face à Pyrrhos le mettent en échec. Blessé à la bataille, il doit lever le siège.

### Soutien à Agis IV et l'assassinat d'une vieille femme

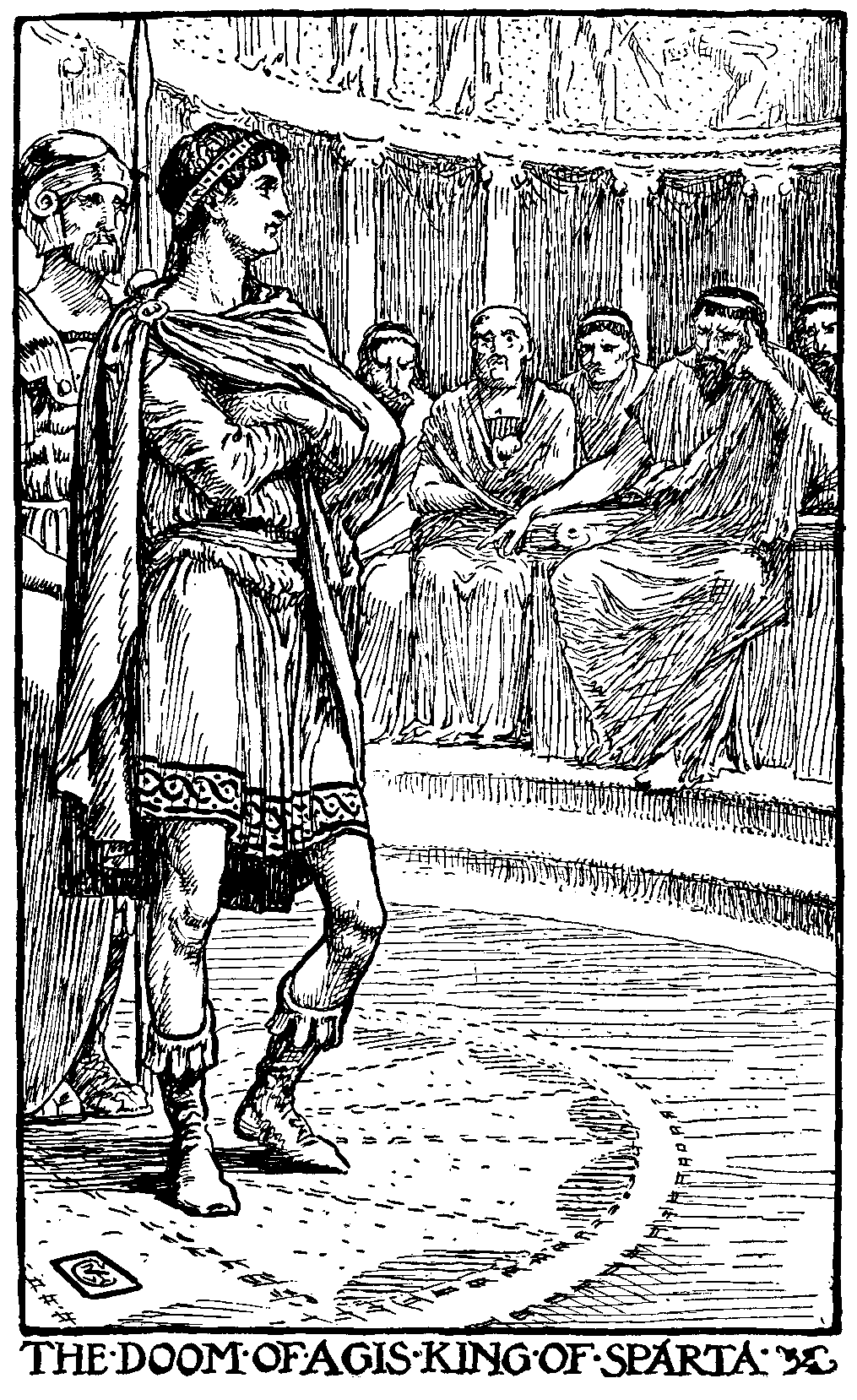
Le destin d'Agis, roi de Sparte, gravure de Walter Crane, 1910.

À la suite de l'événement du siège de Sparte il faudra attendre trois décennies plus tard pour que dans les récits de Plutarque soit une nouvelle fois mentionnée Archidamia alors âgée de plus de 90 ans. Effectivement en 244 avant J.C., le petit-fils d'Archidamia, Agis IV, monte sur le trône. Il tente alors de réformer Sparte pour lui rendre la puissance qui était autrefois la sienne et essaye de remettre en vigueur les lois de Lycurgue notamment en proposant d'abolir les dettes et de procéder à un nouveau partage des terres. Archidamia et sa fille, Agesistrata, sont les deux personnes les plus riches de tout Lacédémone (un autre nom de la cité-État de Sparte) et leur soutien contribue à gagner des voix à sa cause. Mais les projets d'Agis IV échouent et il est contraint de quitter Sparte. Malheureusement en son absence ses ennemis font monter Léonidas II sur le trône à sa place. À son retour, il cherche à se cacher mais trahi par ses amis, il est retrouvé et arrêté. Archidamia et Agesistrata se rendent aussitôt à sa prison. De peur d'un mouvement de foule venant défendre le roi, sa condamnation et son exécution sont accélérées, il mourra alors de strangulation.  Agesistrata et Archidamia sont immédiatement étranglées de la même façon parce que, partageant les idées d'Agis IV, elles doivent subir le même sort.

## Les sources concernant cette femme
Malheureusement concernant Archidamia ou les femmes en général dans la Grèce Antique, nous possédons peu de sources narrant leurs faits ou des sources écrites par ces dernières. Face à cette constatation pour Archidamia les seules sources que nous avons la citant proviennent des Vies parallèles de Plutarque dans la partie vie de Pyrrhus et dans celle sur la vie d'Agis. En dehors de ces éléments nous n'avons pas à cette heure d'autres données sur cette femme.